# El caníbal de Rohtenburg
El caníbal de Rohtenburg (joc de paraules amb roh "cru" + Rotenburg) és una pel·lícula de terror psicològic alemanya del 2006 inspirada en el cas d'assassinat caníbal d'Armin Meiwes. S'ha subtitulat al català.

## Argument
Keri Russell interpreta Katie Armstrong, una estudiant nord-americana a Alemanya que estudia psicologia criminal. Tria un tema notori per a la seva tesi: l'assassí caníbal Oliver Hartwin (interpretat per Thomas Kretschmann). Oliver va somiar que es menjava una víctima voluntària i, gràcies a Internet, va poder trobar un voluntari, un jove anomenat Simon Grombeck (interpretat per Thomas Huber).
La història s'explica en flashbacks mentre la Katie investiga aquests homes i el seu passat. Els esdeveniments culminen amb el descobriment de la Katie d'una cinta de tabac que documenta el crim.

## Repartiment
- Keri Russell com a Katie Armstrong
- Thomas Kretschmann com a Oliver Hartwin
- Thomas Huber com a Simon Grombeck
- Rainier Meissner com el jove Oliver
- Angelika Bartsch com a Viktoria
- Alexander Marchevsky com a Rudy
- Nils Dommning com a Karl
- Marcus Lucas com a Fèlix
- Pascal Andres com el jove Simon
- Helga Bellinghausen com a la mare de Simon
- Tatjana Clasing com a Hanna
- Stefan Gebelhoff com el pare de Simon
- Jonas Gruber com a Rainer
- Nikolai Kinski com a Otto Hauser
- Renate Naujoks com a dona de casa
- Valerie Niehaus com a Margit
- Jörg Reimers com el pare d'Oliver
- Sybille J. Schedwill com la senyora Schinder
- Pierre Shrady com a director
- Axel Wedekind com a Domino

## Producció
La pel·lícula està dirigida per l'especialista en vídeos musicals Martin Weisz i escrita per T. S. Faull.

## Estrena
La pel·lícula es va estrenar al London FrightFest Film Festival el 27 d'agost de 2006 sota el títol Grimm Love.
L'octubre de 2006, la pel·lícula va guanyar quatre premis al XXXIX Festival Internacional de Cinema Fantàstic de Catalunya: millor director, millor actor (Thomas Kretschmann i Thomas Huber) i millor fotografia.ref>El cine alemán se lleva los premios en Sitges, 20 Minutos, 14 d'octubre de 2006</ref> Va guanyar el Melies d'Argent al Festival Internacional de Cinema de Luxemburg. El juliol de 2007, la pel·lícula va guanyar el millor director i millor actor (Thomas Kretschman i Thomas Huber) al Festival Internacional de Cinema Fantàstic de Puchon.
Rohtenburg estava programat per estrenar-se a Alemanya el 9 de març de 2006. El març de 2006, la pel·lícula va ser prohibida per un tribunal alemany per infringir els drets personals d'Armin Meiwes, però la pel·lícula s'ha venut per a l'estrena internacional. i es va mostrar a tot el món. El maig de 2009, la Tribunal Federal de Justícia va anul·lar la prohibició a favor de la llibertat de les arts.
La pel·lícula també s'ha projectat al festival South by Southwest d'Austin, entre d'altres, abans de la seva estrena als Estats Units. Forma part del Fangoria FrightFest de 2010.